# Тренер Картер
«Тре́нер Картер» (англ. Coach Carter) — фильм, основанный на реальных событиях из жизни тренера Кена Картера. Премьера фильма состоялась 13 января 2005 года.

## Сюжет
Кен Картер, в прошлом баскетболист, становится тренером школьной команды Ричмонда. Благодаря его усилиям, «Ричмонд Ойлерс» не испытывают горечь поражений и выигрывают в матчах. Но в середине сезона Картер закрывает доступ к тренировкам и матчам из-за плохой успеваемости в школе у игроков. Команда пропустила два матча и заработала тем самым два технических поражения. Картер так и не открывал дверь спортзала, пока игроки не стали хорошо учиться.

### Основа фильма
Фильм основан на реальной истории, происшедшей в 1999 году в Ричмонде, штат Калифорния. Тренер школьной команды по баскетболу Кен Картер принял в середине сезона беспрецедентное решение, запретив игрокам, не испытавшим ещё ни одного поражения, выходить на площадку из-за низкой успеваемости в школе. В итоге команда пропустила две игры в чемпионате, а юным баскетболистам был закрыт доступ в спортзал до тех пор, пока они не стали хорошо учиться. Поступок Картера вызвал одновременно и одобрение, и резкую критику со стороны родителей игроков и школьного руководства. Среди членов команды был и сын тренера, поступивший впоследствии в Вест-Пойнт.

## В ролях
| Актёр                  | Роль          |
| ---------------------- | ------------- |
| Сэмюэл Л. Джексон      | Кен Картер    |
| Роб Браун (англ.)      | Кенон Стоун   |
| Роберт Ри’чард (англ.) | Дэмиен Картер |
| Рик Гонсалес           | Тимо Крус     |
| Нана Гбивонио (англ.)  | Джуниор Баттл |
| Энтуон Таннер          | Ворм          |
| Ченнинг Татум          | Джейсон Лайл  |
| Ашанти                 | Кира          |
| Дебби Морган           | Таня          |

## Отзывы
На сайте-агрегаторе Rotten Tomatoes фильм имеет рейтинг 64% на основании 150 критических отзывов. На сайте Metacritic рейтинг фильма составляет 57 из 100 на основании 36 отзывов.

## Награды и номинации
| Год  | Результат | Награда          | Номинация   | Номинант или победитель |
| ---- | --------- | ---------------- | ----------- | ----------------------- |
| 2005 | Номинация | MTV Movie Awards | Прорыв года | Ашанти                  |

## Музыка
| 1. Red Cafe — «All night long» 2. Fabolous feat. Mike Shorey — «Need for conversation» 3. Chingy feat. G.I.B. — «Professional» 4. Game feat. Lil Scrappy — «Southside» 5. Ciara — «Roll with you» 6. Kanye West, Malik Yusef, Common & JV — «Wouldnt you like to ride» 7. Twista feat. Faith Evans — «Hope» 8. Van Hunt — «Your love» 9. Ak’Sent — «This one» 10. CzarNok — «Reality Queen» 11. Mack 10 feat. Da Hood — «Balla» 12. St. Lunatics — «Time» 13. LeToya — «What love can do» 14. Trey Songz — «About da game» | - DMX feat. Sheek, Syleena Johnson, Infa-Red, Cross & Drag-On — «Untouchable» - Citizen Cope — «Let the drummer kick it» - Anthony Hamilton — «Comin' from where I’m from» - Nina Sky — «Move ya body» - Akon — «Locked up» - Houston feat. Chingy, Nate Dogg & I-20 — «I like that» - Avant — «Read your mind» - Ying Yang Twins feat. Homebwoi — «Halftime (Stand up and get crunk)» - Lil Jon feat. the Eastside Boyz & Ying Yang Twins — «Get low» - LL Cool J feat. Timbaland — «Headsprung» - Nikka Costa — «Everybody got their something» - The Black Eyed Peas — «Shut up» |